# Pleurotomella eurybrocha
Pleurotomella eurybrocha är en snäckart som först beskrevs av Philippe Dautzenberg och Fischer 1896.  Pleurotomella eurybrocha ingår i släktet Pleurotomella och familjen kägelsnäckor. Inga underarter finns listade i Catalogue of Life.